# Charles Desavary
Charles Desavary, né le 6 février 1837 à Arras et mort dans la même ville le 10 juin 1885, est un artiste peintre, photographe, illustrateur et lithographe français.

## Biographie

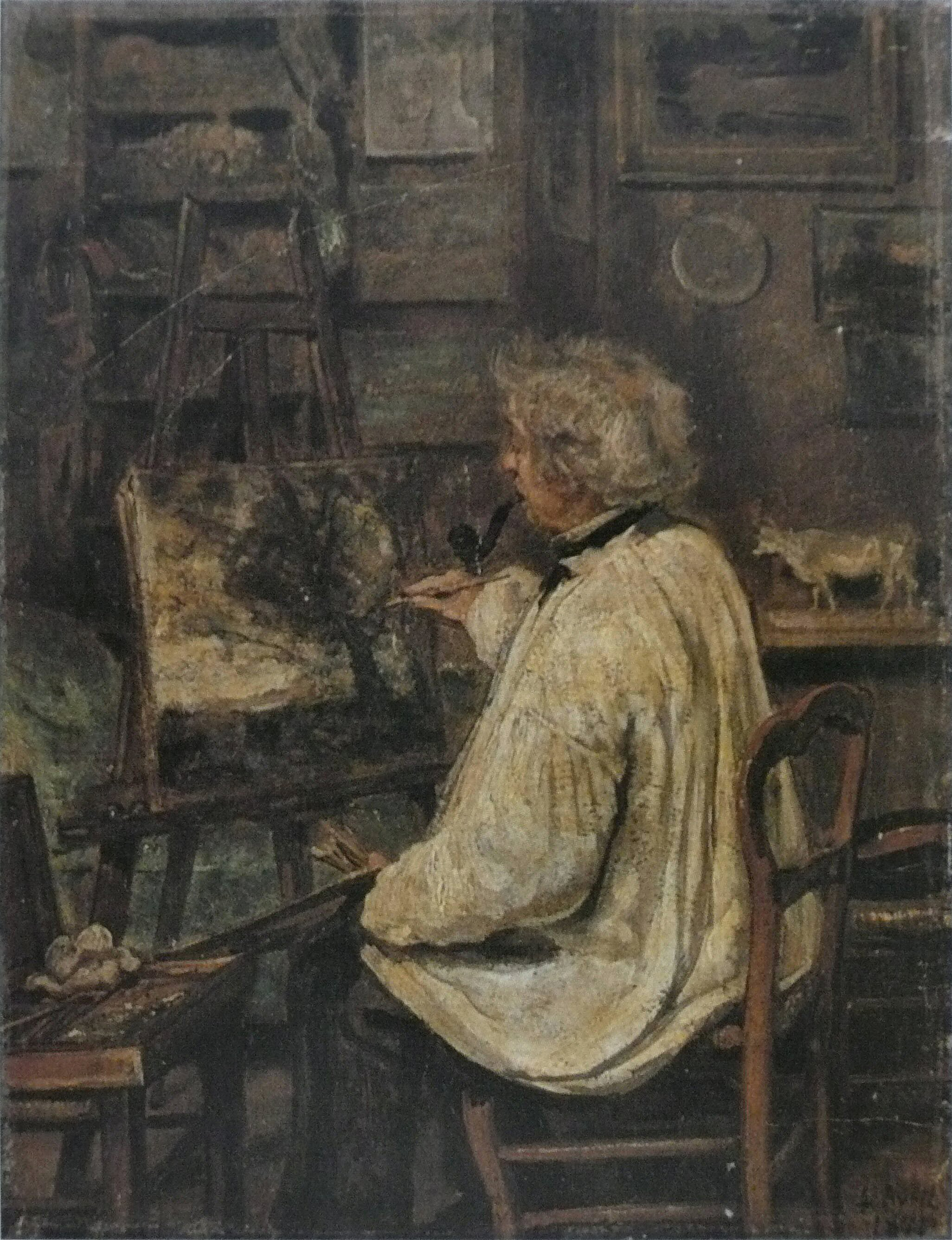
Charles Desavary, Corot peignant dans l'atelier de son ami le peintre Constant Dutilleux, huile sur toile, 1871, musée d'Orsay.

Charles Paul Etienne Desavary naît le 6 février 1837 à Arras, fils de Louis Aimé Desavary, professeur au collège d'Arras, et de son épuse Adélaïde Joséphine Walle.
Ami de Camille Corot et de Eugène Delacroix, il épouse en 1858 Marie-Pauline Dutilleux, fille du peintre et imprimeur lithographe Constant Dutilleux.
Pendant l'été et l'automne 1857, Corot, dont le profond intérêt pour la photographie est connu, peint sur la côte normande, accompagné de Charles Desavary. 
Le 11 juillet 1872, Charles Desavary et Alfred Robaut organisent à Saint-Nicolas-lez-Arras le jubilé des cinquante ans de peinture de Corot. Le musée d'Orsay conserve une photographie non datée de Charles Desevary représentant Corot peignant en plein air à Saint-Nicolas-Les-Arras.
Il peint en 1883 la série Les Douze Portes d'Arras, prises d'après nature, tableaux représentant les portes des remparts d'Arras ; les tableaux sont exposés au musée des Beaux-Arts d'Arras.
Charles Desavary meurt à Arras le 10 juin 1885.

## Collections
- Musée des Beaux-Arts d'Arras (peintures).
- Bibliothèque nationale de France, Paris[8].
- Musée d'Orsay, Paris[9].

## Expositions
- décembre 1991 - février 1992 : Charles Desavary, 1837-1885, Musée des beaux-arts, Arras[10]

puis printemps 1992 : Musée des beaux-arts, Reims,

## Galerie

### Vues d'Arras

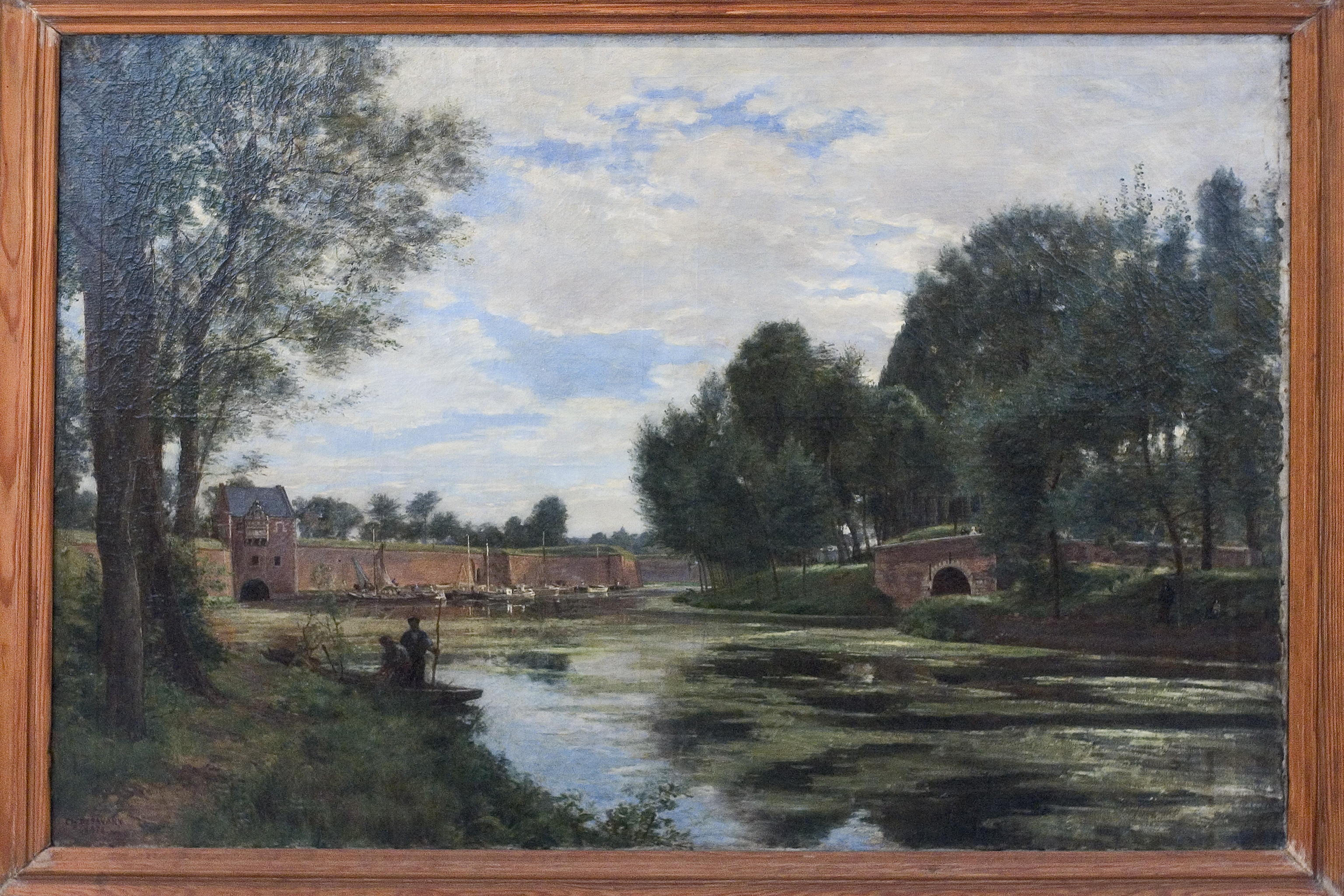
La porte d'eau et le pont de grès à Arras, Musée des Beaux-Arts d'Arras : .
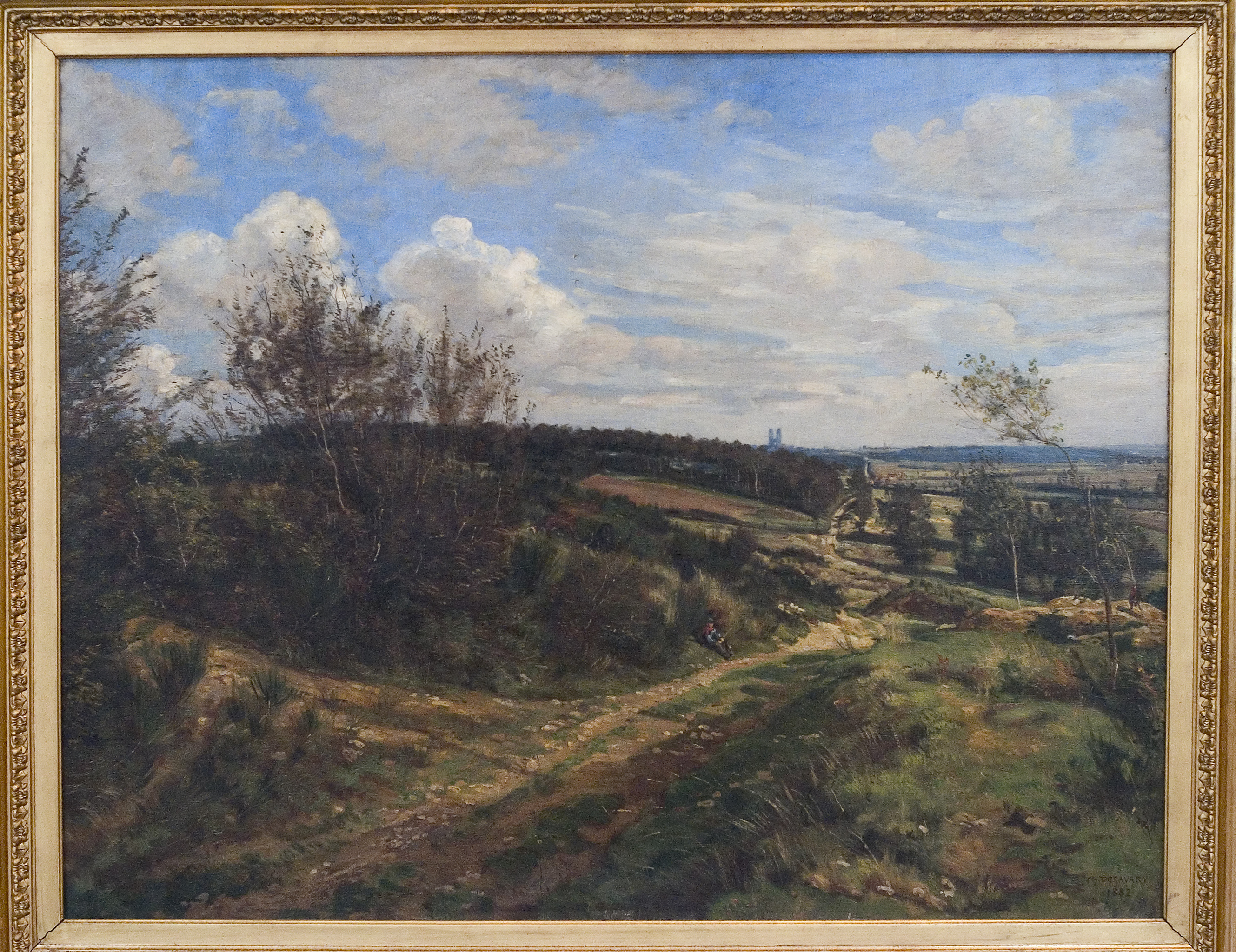
La chaussée Brunehaut, Musée des Beaux-Arts d'Arras.
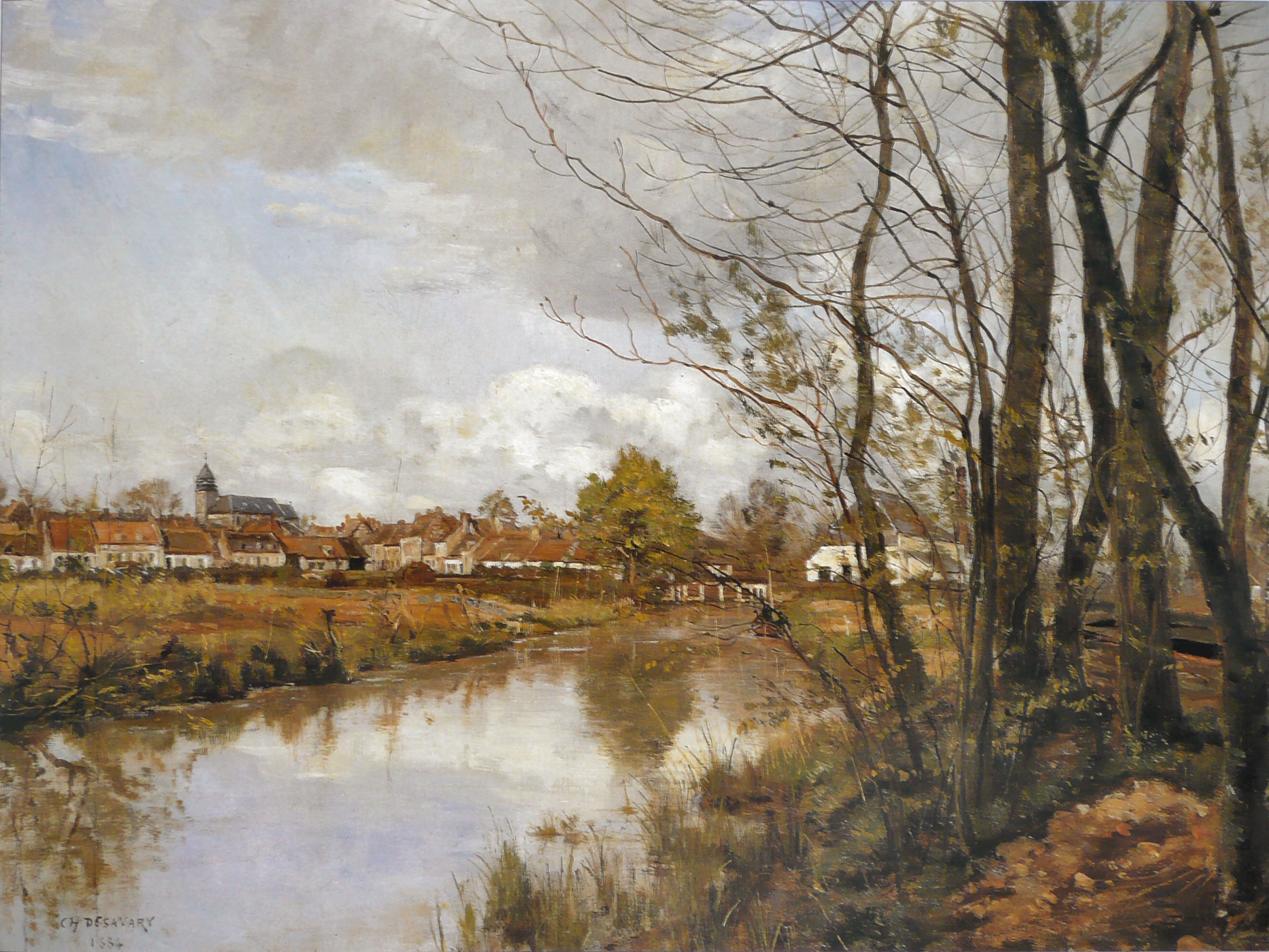
Saint-Nicolas, le moulin Gheerbrant, collection privée.
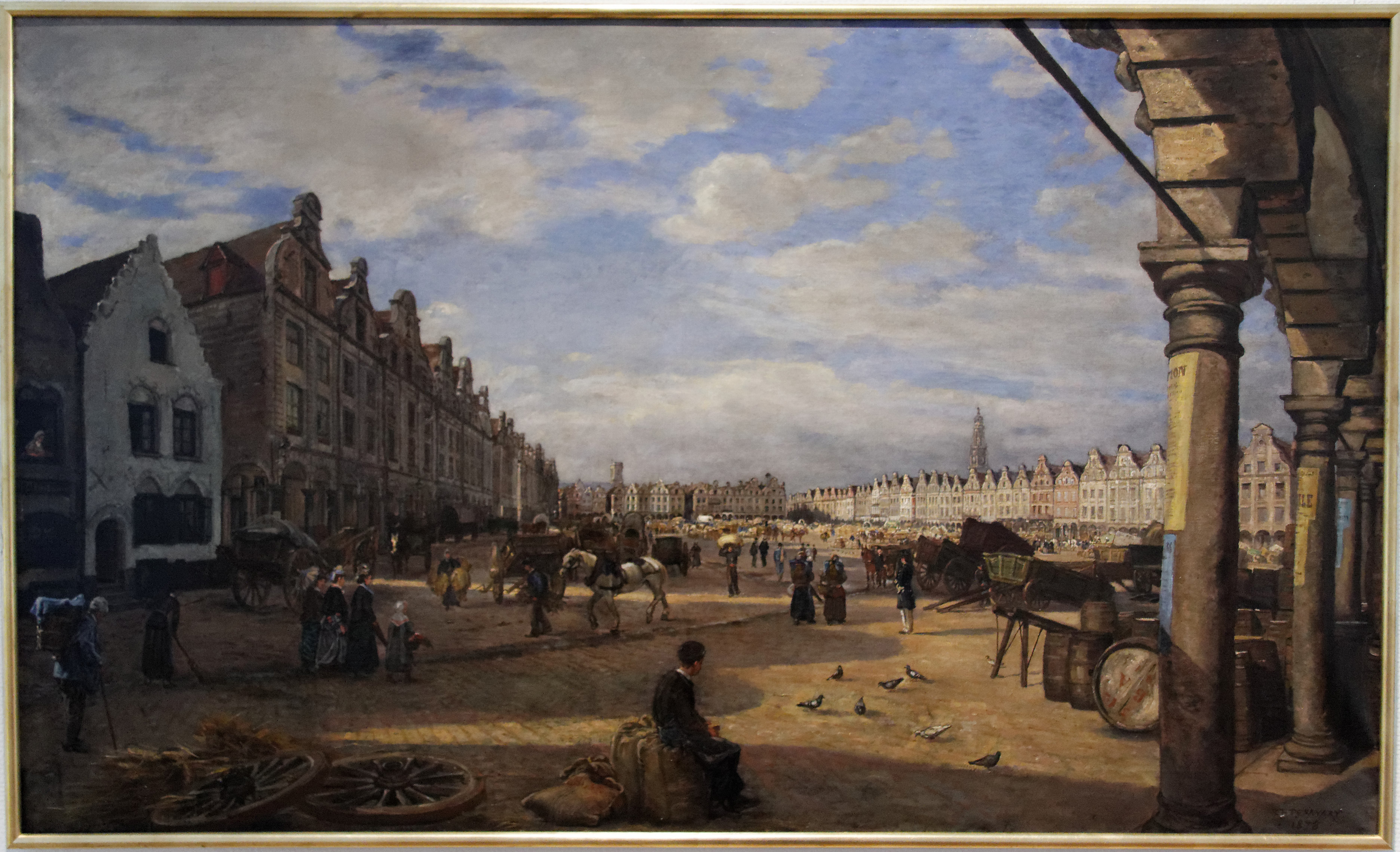
La Grand'Place d'Arras un jour de marché, Musée des Beaux-Arts d'Arras.

### Musée des Beaux-Arts d'Arras: les portes d'Arras

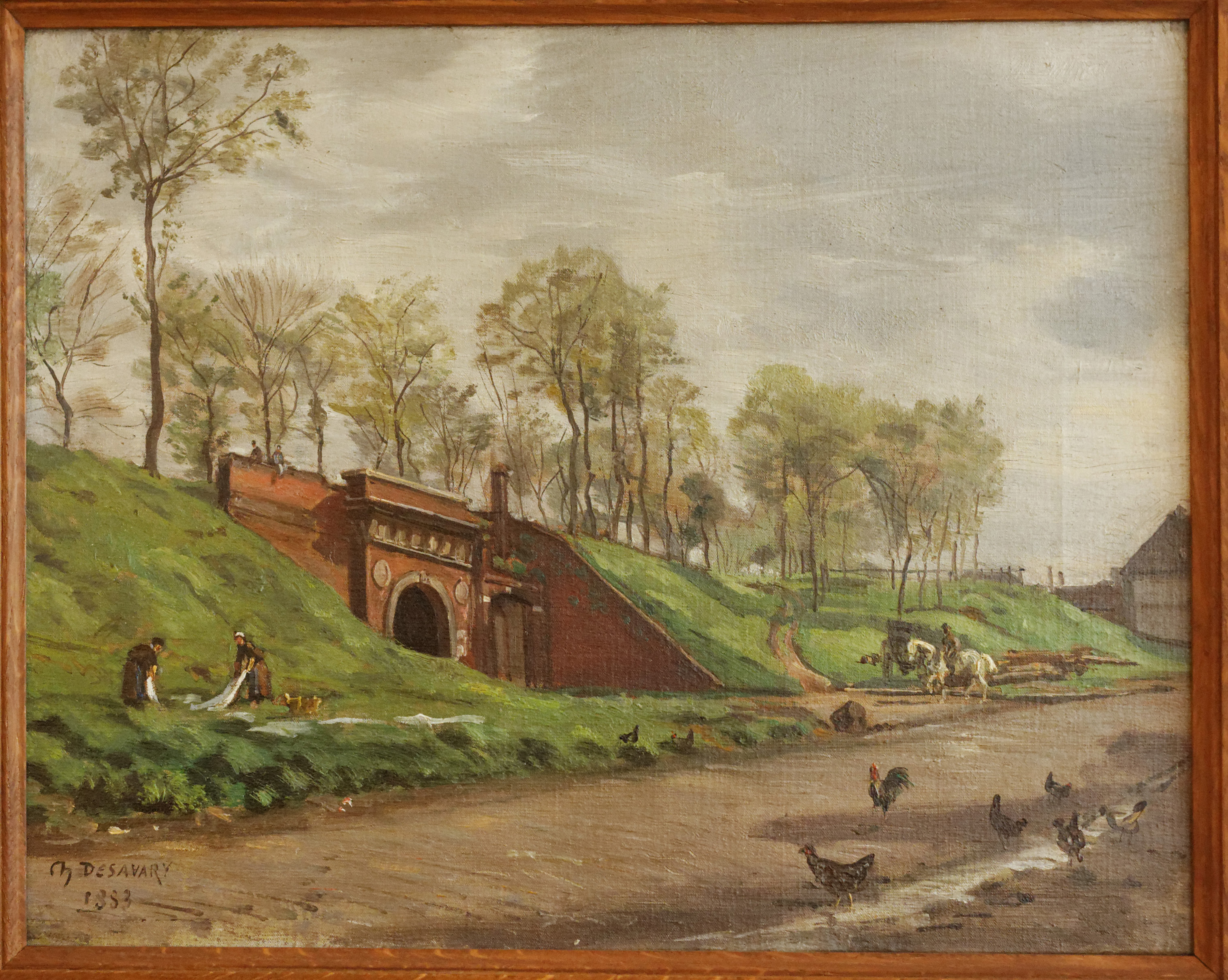
La porte du quai.
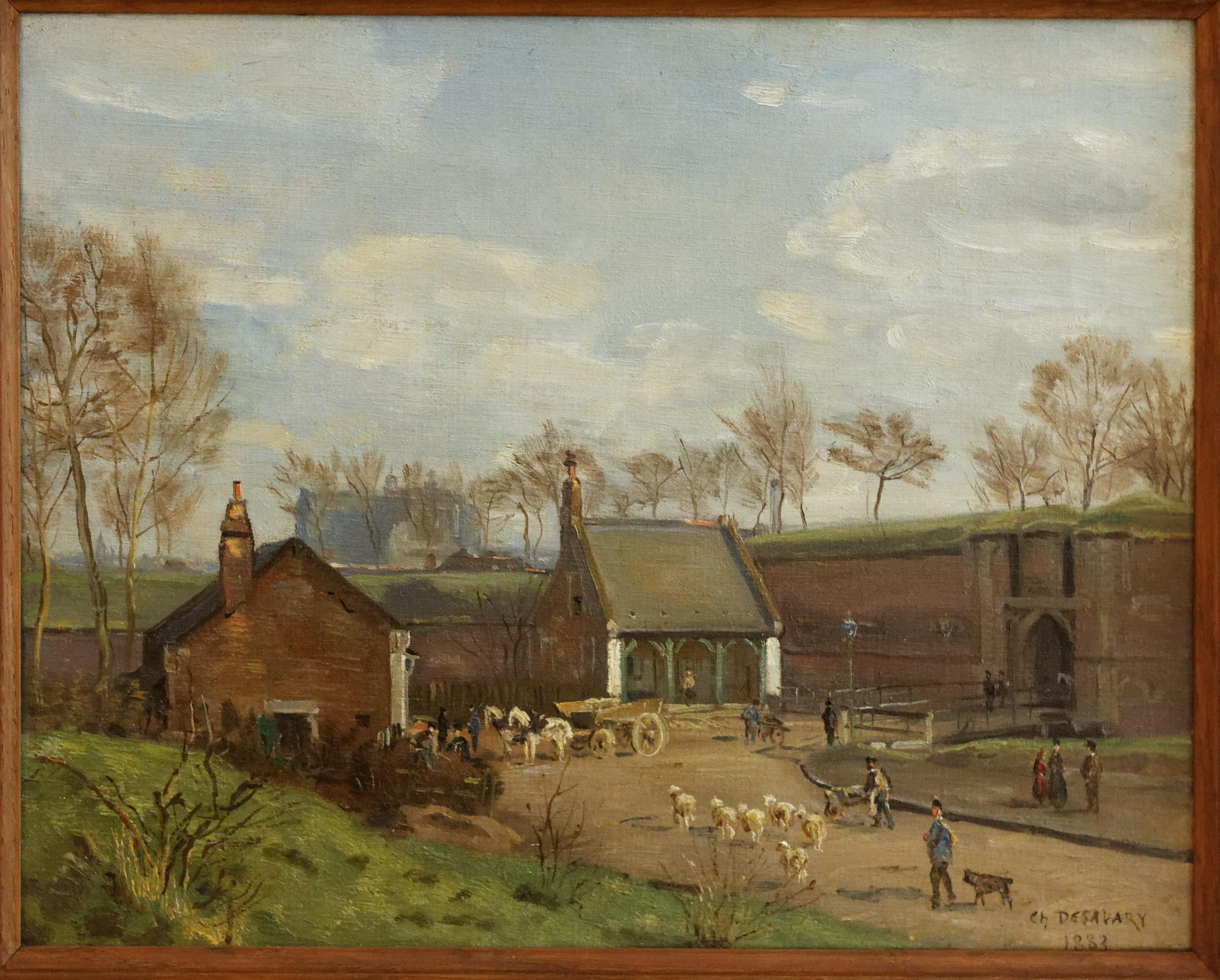
La porte Meaulens.
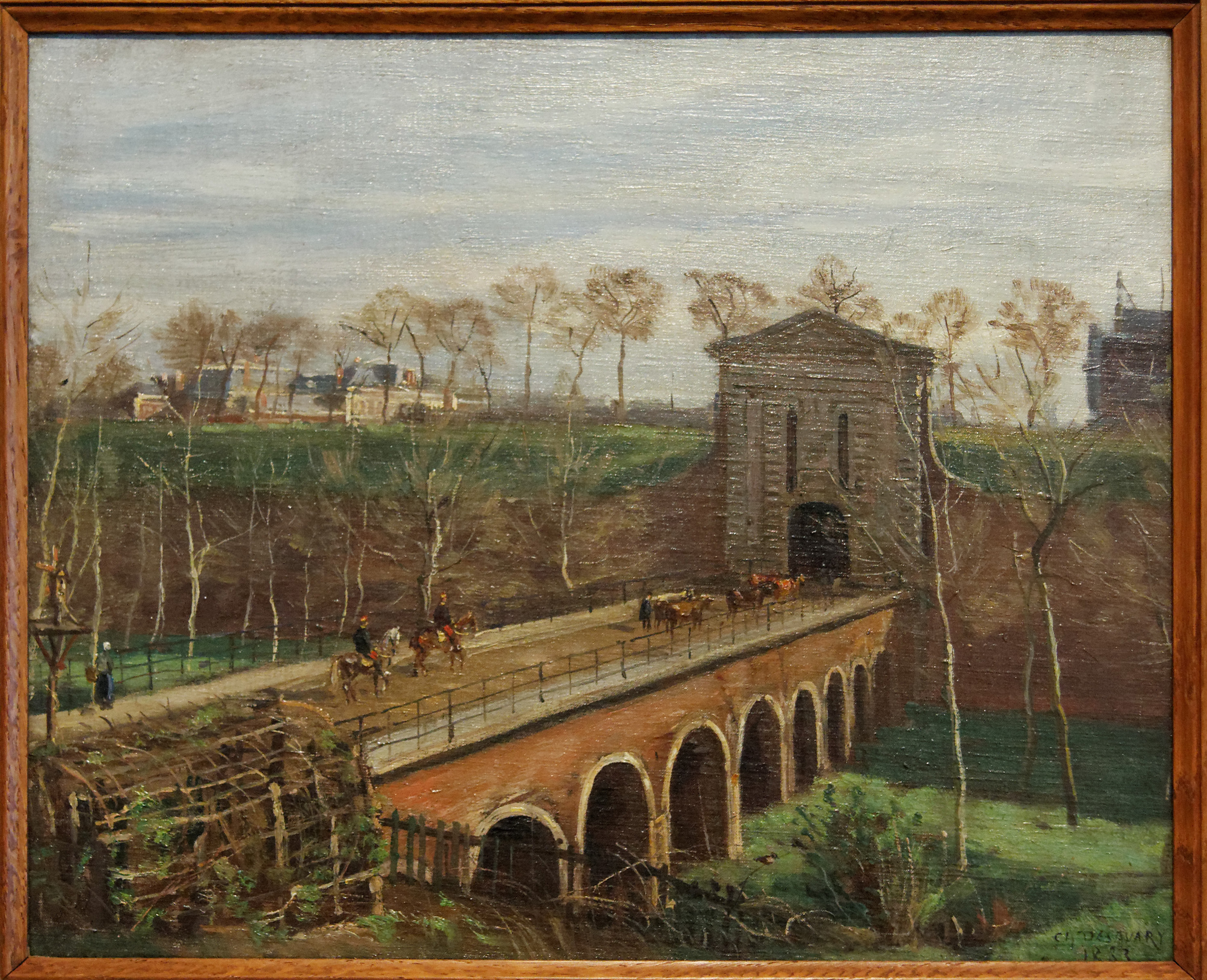
La porte d'Amiens.
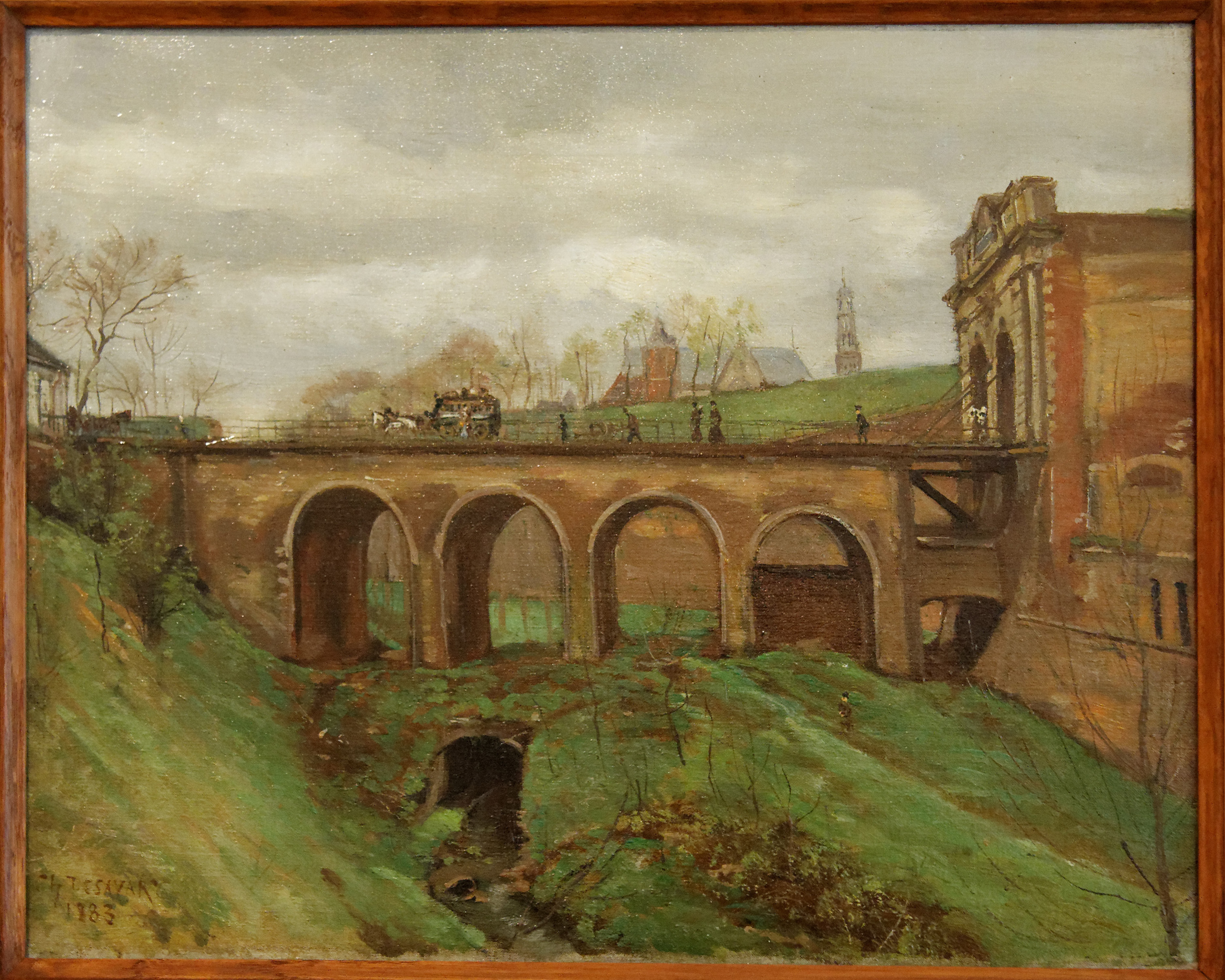
La porte Ronville.
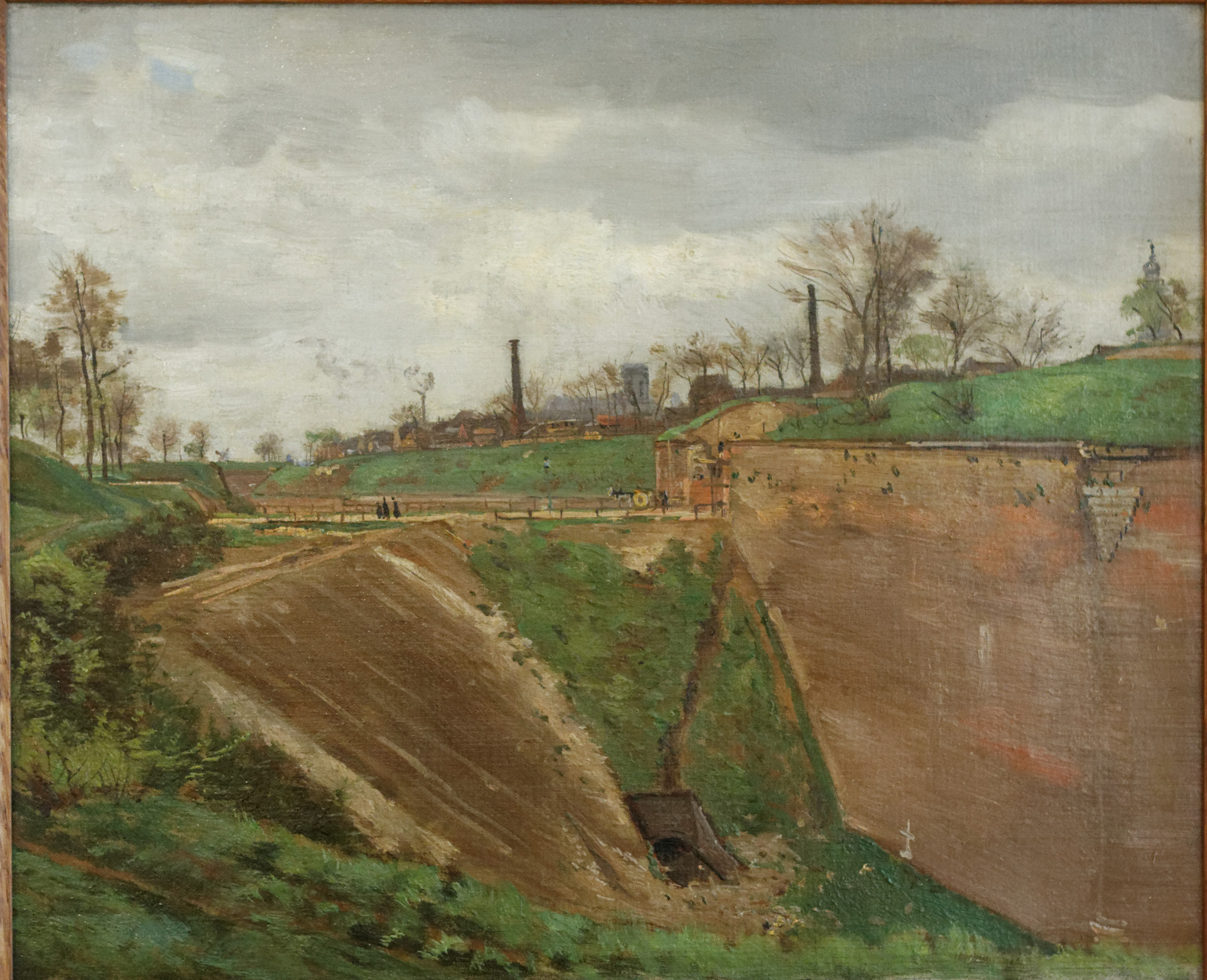
La porte Saint-Michel.
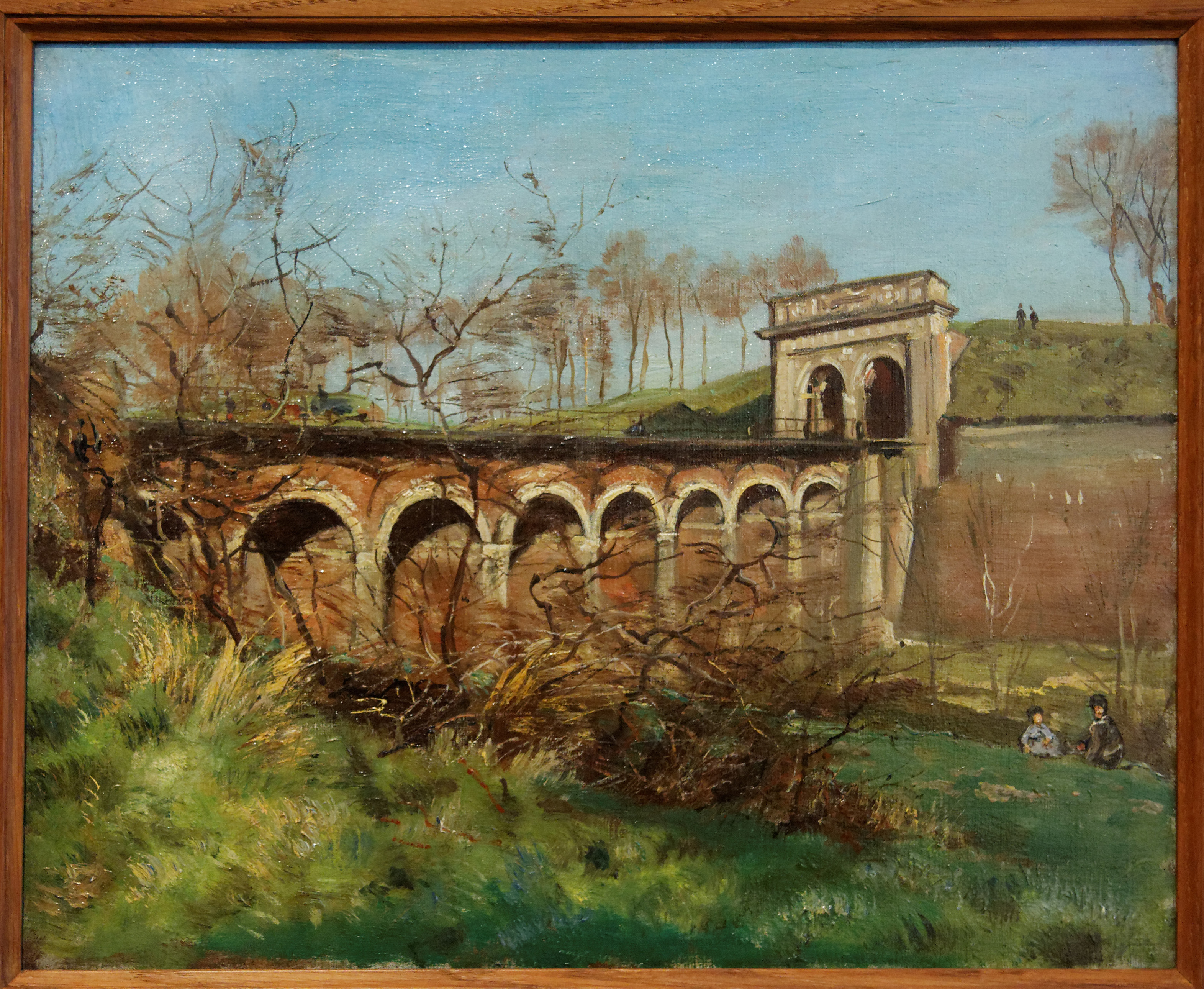
La porte Baudimont.
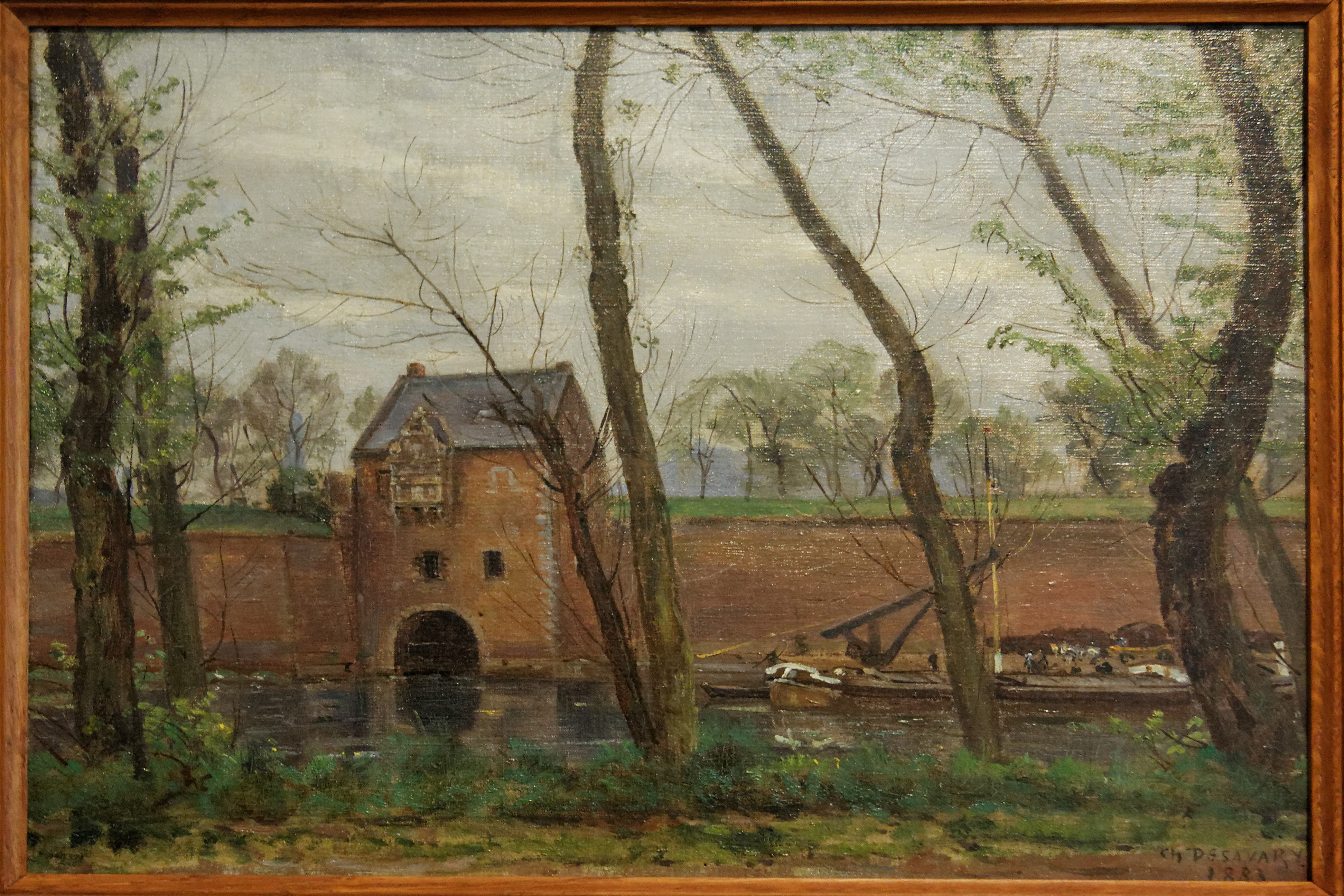
La porte d'eau.
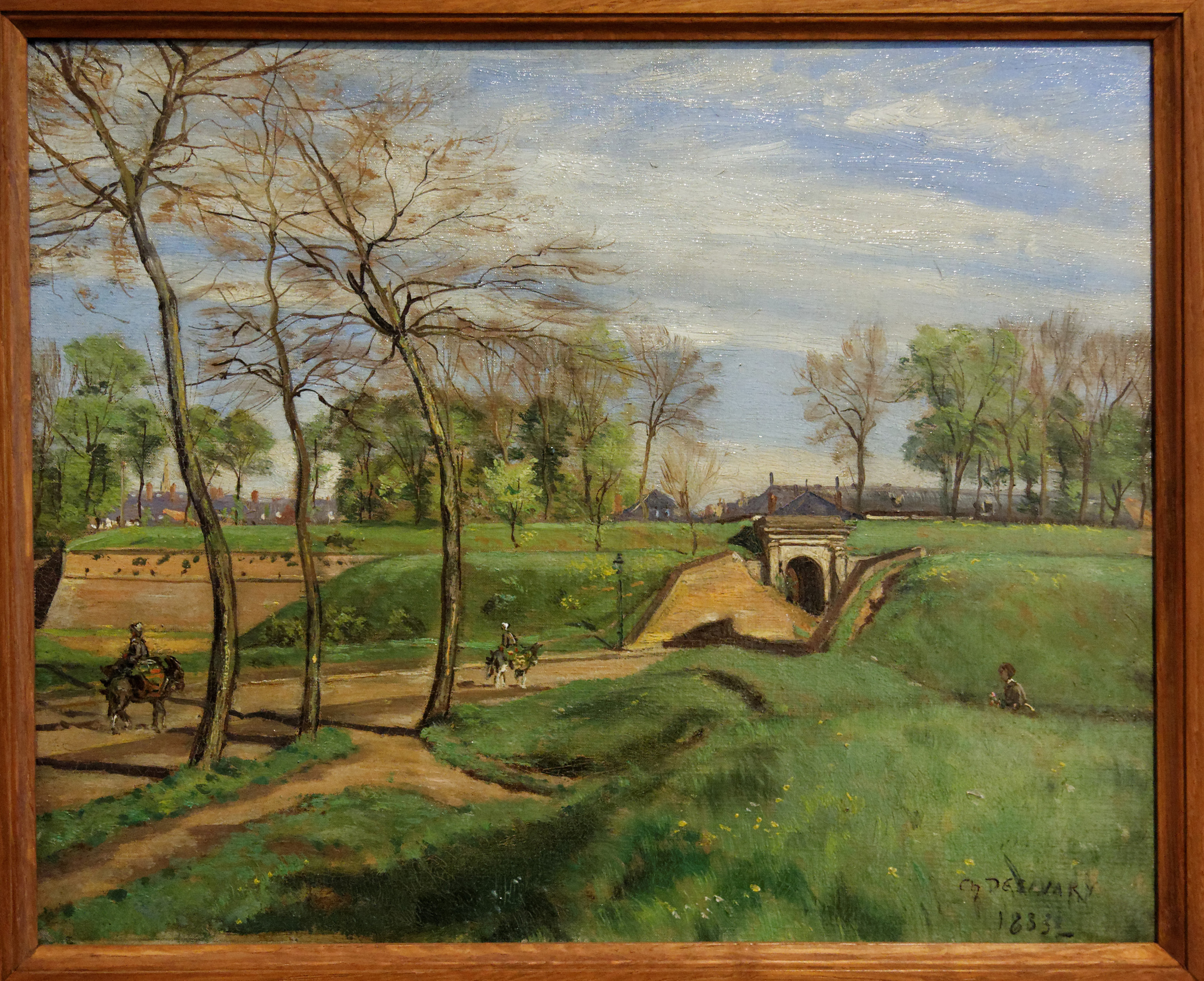
La porte des soupirs.
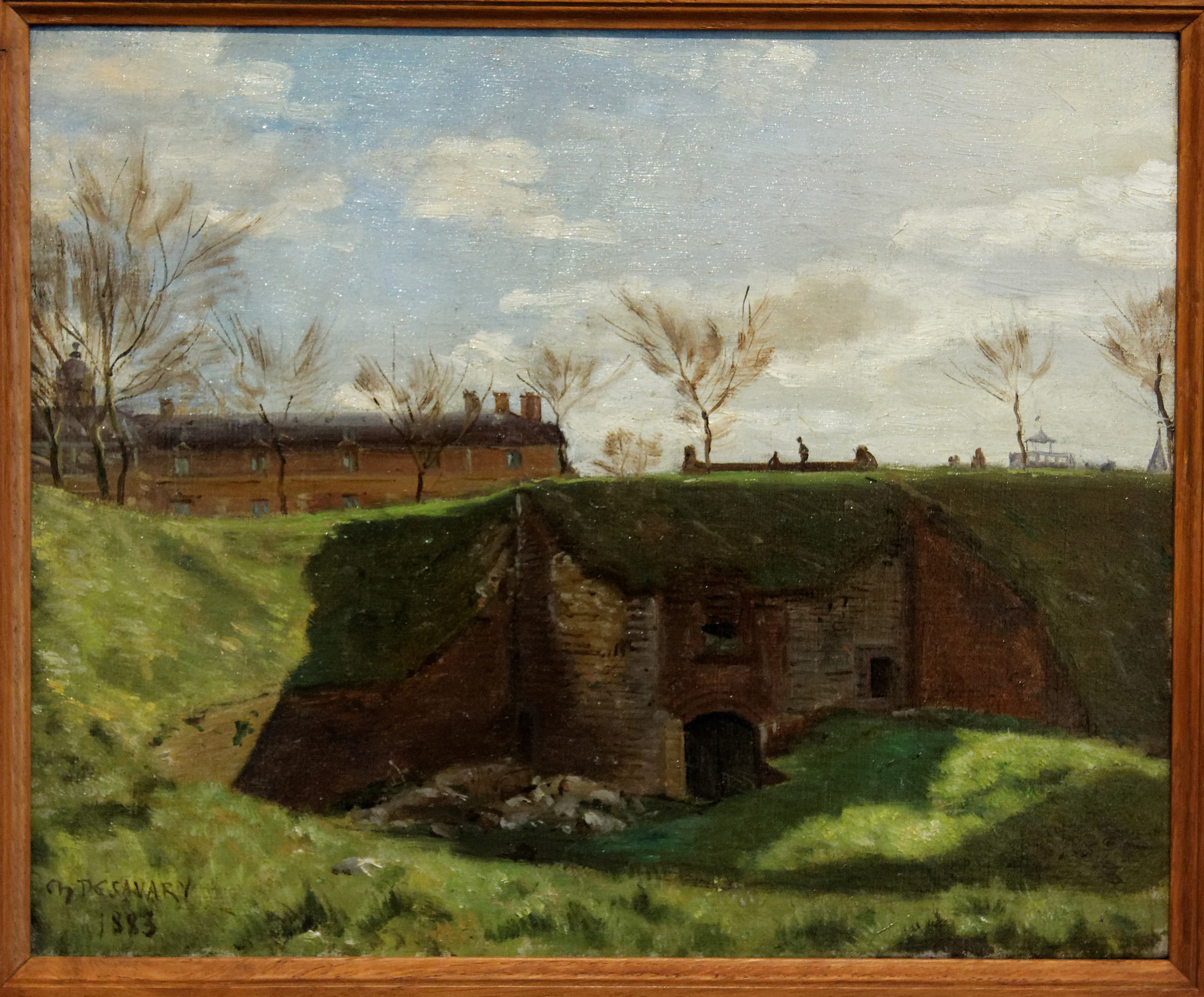
La porte Maître Adam.
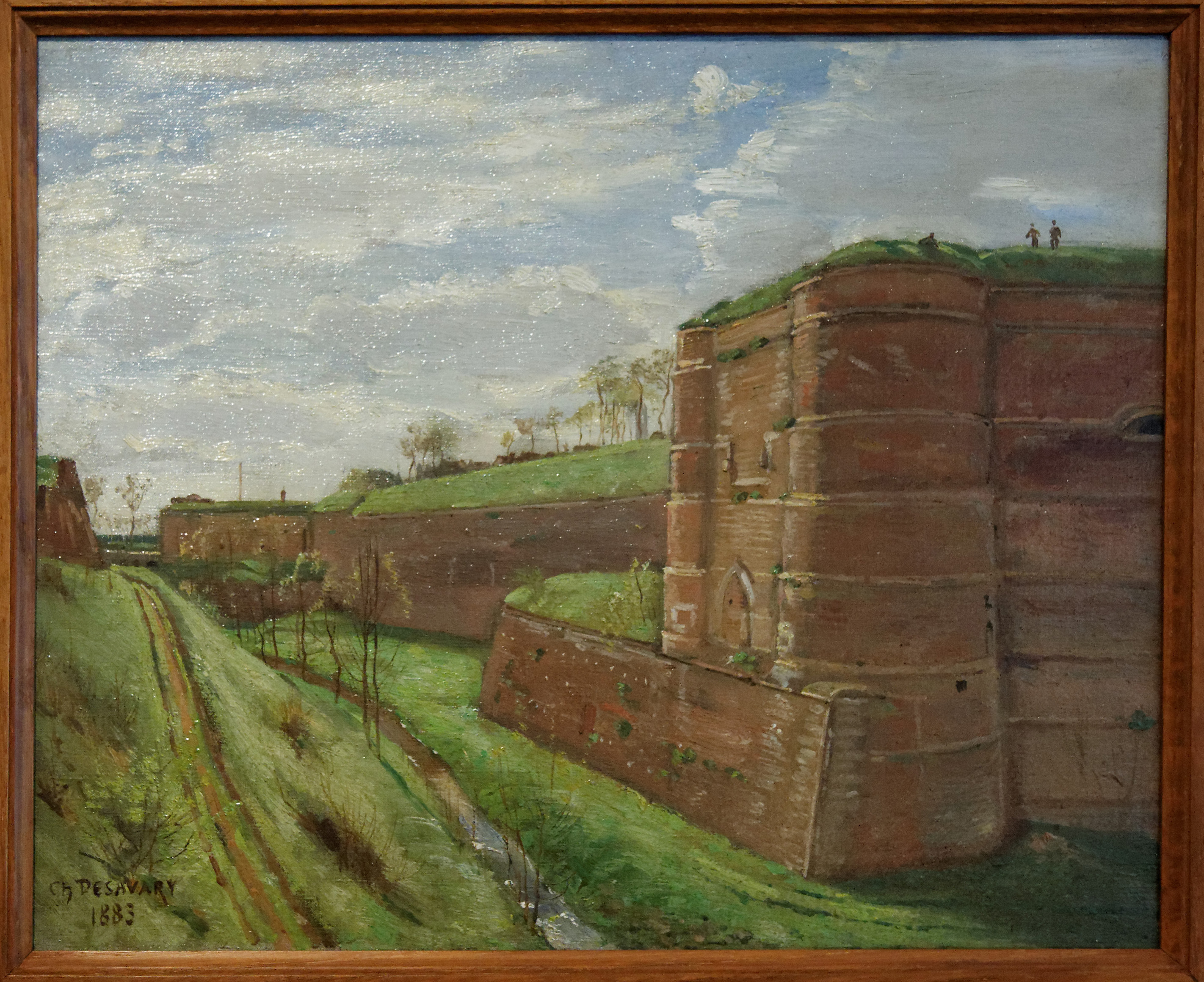
La porte Saint-Nicolas.
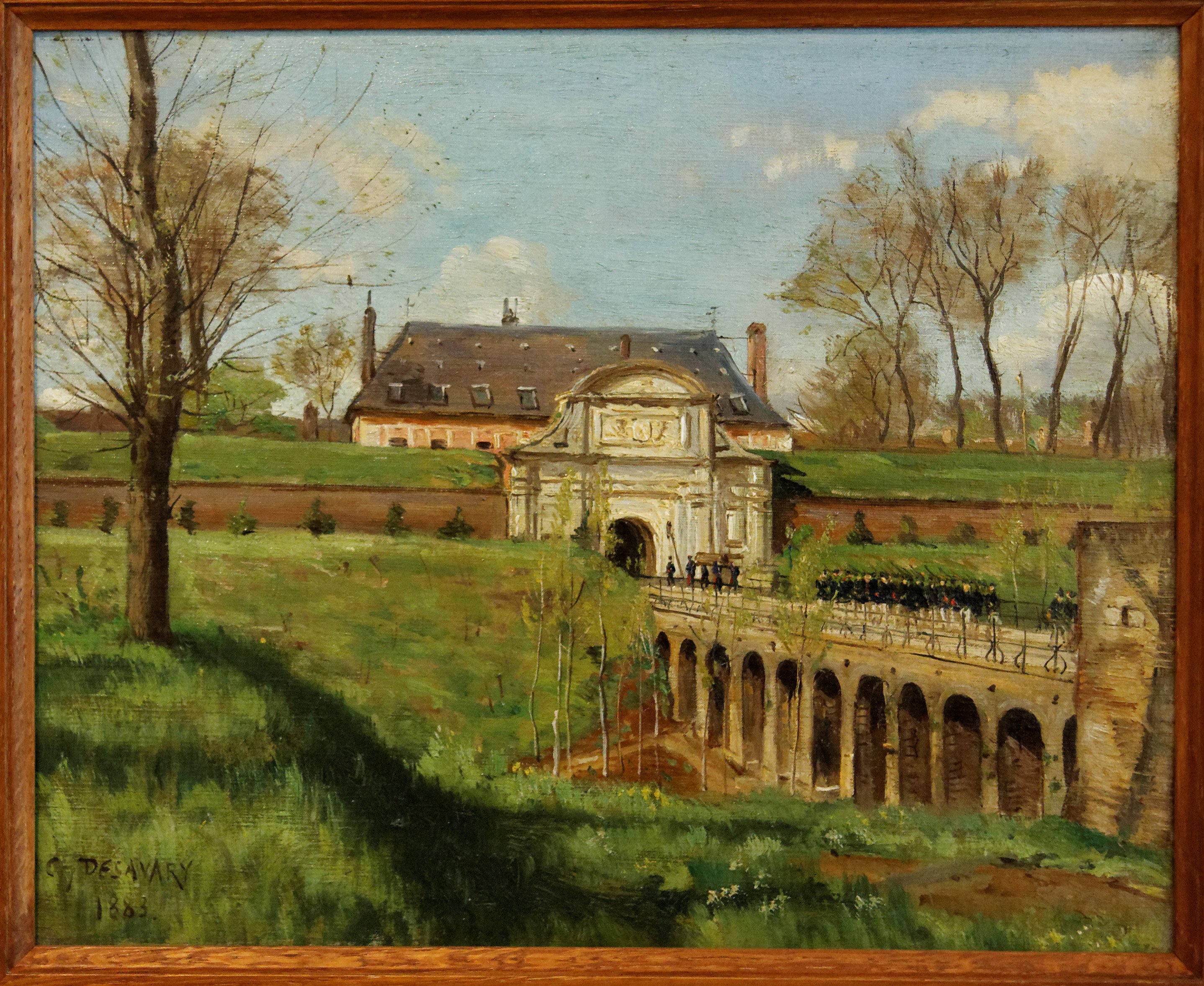
La porte de la citadelle d'Arras.